# 林郁
林 郁（はやし かおる、1959年12月26日 - ）は、日本の実業家。デジタルガレージ創業者・代表取締役兼社長執行役員グループCEO、DGフィナンシャルテクノロジー取締役会長、カカクコム取締役会長。

## 人物・来歴
北海道斜里郡小清水町生まれ。東京都国立市で育つ。東洋大学社会学部応用社会学科卒業。マスコミュニケーション学を専攻。1983年に広告・編集制作会社のフロムガレージを設立。その後デザイン会社のクリエイティブガレージ、マルチメディアソフト制作のスタジオガレージを設立し、3社グループとなる。1995年に3社グループと、日本初の個人ホームページ「富ヶ谷」を作ったエコシスを合併し、伊藤穰一とデジタルガレージを共同創業、代表取締役に就任。
1996年デジタル・アドバタイジング・コンソーシアム代表取締役。2002年カカクコムに出資し、代表取締役会長に就任。2003年カカクコム取締役会長。2010年に日本初のシードアクセラレーションプログラム「Open Network Lab」を設立、現在にいたるまで審査員長を務める。2012年マネックスグループ取締役。2013年ベリトランス取締役会長。2016年クレディセゾン取締役。2021年DGフィナンシャルテクノロジー取締役会長。
2017年、シュヴァリエ・デュ・タストヴァン（ブルゴーニュワインの騎士団）を叙任。
2021年、アメリカ合衆国ニューヨーク市マンハッタンにあるメトロポリタン美術館へ、人間国宝の作品9点を含む日本の現代工芸作品18点を寄贈している。
2021年に日本のインターネットの歴史の25年を振り返るとともに、次の25年の未来を語る「デジタルガレージ 未来が生まれ始まるところ 次のファーストペンギンたちへ」を出版。
2023年、日本を代表する茶道文化の文化財を次世代に継承することを目的に、林郁の呼びかけで、伊藤穰一、元榮太一郎、佐藤輝英を加えた4名が発起人となり、各界の第一人者がアドバイザーとして参画する「沼津倶楽部継承プロジェクト」を開始。国の有形文化財として文化庁に登録されている「千本松・沼津倶楽部」の歴史的建築と文化価値の継承、発信を推進。